# Hugobertiner
Die Hugobertiner waren eine Adelsfamilie in der Umgebung der frühen Karolinger; durch ihre Verschwägerung mit diesen standen sie nicht nur im 8. Jahrhundert mit an der Spitze des Fränkischen Reichs, sondern sie gehören auch zu den Vorfahren Karls des Großen.
Ihren Klosterstiftungen nach (Pfalzel mit Gütern an der Maas und der Mosel, im Gillgau und im Bidgau, Abtei Prüm, Kloster Echternach und St. Maria im Kapitol in Köln) erstreckte sich ihr Einflussbereich über das Trierer Gebiet bis in die Gegenden nördlich von Köln.

## Stammliste
1. Theotar, dux
  1. NN, vielleicht Hugus/Chugus, um 617 Hausmeier in Austrien
    1. Hugobert (Chugoberctus), † vor 698, 693/694 Seneschall, 697 Pfalzgraf; ⚭ Irmina von Oeren, † 704/710, Stifterin des Klosters Echternach
      1. Plektrudis, † nach 717, Gründerin des Klosters St. Maria im Kapitol in Köln; ⚭ um 670 Pippin der Mittlere, † 714 (Arnulfinger)
      2. Adela, * um 660, † um 735, Gründerin des Frauenklosters Pfalzel; ⚭ Odo, vir inluster.
        1. Alberich, X wohl 715/721, ⚭ Wastrada[2]
          1. Gregor, Bischof von Utrecht, *706/707, † 774
          2. NN
            1. Alberich I., Bischof von Utrecht, † 784

        2. Gerelind von Pfalzel, 698 bezeugt
        3.  ? Haderich, 698/699 bezeugt

      3. Regintrud ⚭ Theodo II., Herzog von Bayern um 608-717/718 (Agilolfinger)
      4. Chrodelind, 721 Zeuge bei der Stiftung von Prüm[3]; ⚭ ? Bernhar, 721 Zeuge bei der Stiftung von Prüm (Wilhelmiden)
      5. Bertrada die Ältere, † nach 721, Gründerin der Abtei Prüm; ⚭ NN
        1. Heribert (Charibert), Graf von Laon, 721 bezeugt, Mitstifter von Prüm
          1. Bertrada die Jüngere, † 783; ⚭ Pippin der Jüngere, † 768 (Karolinger)
            1. Karl der Große, † 814

        2. weitere Söhne, † vor 721[4]

    2.  ? NN
      1.  ? Hugobert, † 727, Bischof von Lüttich[5]
        1. Florebert, 727 Bischof von Lüttich